# Wahlkreis Glasgow Cathcart (Schottisches Parlament)
| Glasgow Cathcart           |
| -------------------------- |
| Glasgow Cathcart · Glasgow |
| Gebildet                   |
| 1999                       |
| Abgeordneter               |
| James Dornan (SNP)         |
| Regionen                   |
| Glasgow                    |

Glasgow Cathcart ist ein Wahlkreis für das Schottische Parlament. Er wurde 1999 als einer von zehn Wahlkreisen der Wahlregion Glasgow eingeführt, die im Zuge der Revision der Wahlkreise im Jahre 2011 neu zugeschnitten wurde und nur noch neun Wahlkreise umfasst. Hierbei wurden auch die Grenzen des Wahlkreises Glasgow Cathcart neu gezogen. Der Wahlkreis umfasst die südöstlichen Glasgower Stadtbezirke, unter anderem Carmunnock, Cathcart, Mount Florida und Pollokshaws. Es wird ein Abgeordneter entsandt.
Der Wahlkreis erstreckt sich über eine Fläche von 22 km2. Im Jahre 2020 lebten 74.855 Personen innerhalb seiner Grenzen.

## Wahlergebnisse

### Parlamentswahl 1999
| Ergebnisse der Parlamentswahl 1999 | Ergebnisse der Parlamentswahl 1999 | Ergebnisse der Parlamentswahl 1999 | Ergebnisse der Parlamentswahl 1999 |
| Partei                             | Kandidat                           | Stimmen                            | %                                  |
| ---------------------------------- | ---------------------------------- | ---------------------------------- | ---------------------------------- |
| Labour                             | Mike Watson                        | 12.966                             | 48,1                               |
| SNP                                | Marie Whitehead                    | 7592                               | 28,1                               |
| Conservative                       | Mary Leishman                      | 3311                               | 12,3                               |
| Liberal Democrats                  | Callan Dick                        | 2187                               | 8,1                                |
| Socialist Workers                  | Roddy Slorach                      | 920                                |                                    |
| Wahlbeteiligung: 26.976 (52,04 %)  |                                    |                                    |                                    |

### Parlamentswahl 2003
| Ergebnisse der Parlamentswahl 2003 | Ergebnisse der Parlamentswahl 2003 | Ergebnisse der Parlamentswahl 2003 | Ergebnisse der Parlamentswahl 2003 | Ergebnisse der Parlamentswahl 2003 |
| Partei                             | Kandidat                           | Stimmen                            | %                                  | ±                                  |
| ---------------------------------- | ---------------------------------- | ---------------------------------- | ---------------------------------- | ---------------------------------- |
| Labour                             | Mike Watson                        | 8742                               | 39,2                               | −8,9                               |
| SNP                                | David Ritchie                      | 3630                               | 16,3                               | −11,8                              |
| Conservative                       | Richard Cook                       | 2888                               | 12,9                               | +0,6                               |
| Socialist                          | Malcolm Wilson                     | 2819                               | 12,6                               | +12,6                              |
| Local Health Concern               | Pat Lally                          | 2419                               | 10,8                               | +10,8                              |
| Liberal Democrats                  | Tom Henery                         | 1741                               | 7,8                                | −0,3                               |
| Parent Excluded                    | Robert Wilson                      | 68                                 | 0,3                                | +0,3                               |
| Wahlbeteiligung: 22.307 (45,51 %)  |                                    |                                    |                                    |                                    |

### Neuwahl 2005
Der gewählte Labour-Politiker Mike Watson reichte im Verlaufe des Jahres 2005 seinen Rücktritt ein, weshalb in dem Wahlkreis am 29. September 2005 Neuwahlen stattfanden.
| Ergebnisse der Neuwahl 2005 | Ergebnisse der Neuwahl 2005 | Ergebnisse der Neuwahl 2005 | Ergebnisse der Neuwahl 2005 | Ergebnisse der Neuwahl 2005 |
| Partei                      | Kandidat                    | Stimmen                     | %                           | ±                           |
| --------------------------- | --------------------------- | --------------------------- | --------------------------- | --------------------------- |
| Labour                      | Charles Gordon              | 5811                        | 37,7                        | −1,5                        |
| SNP                         | Maire Whitehead             | 3406                        | 22,1                        | +5,8                        |
| Conservative                | Richard Cook                | 2306                        | 15,0                        | +2,1                        |
| Liberal Democrats           | Arthur Sanderson            | 1557                        | 10,1                        | +2,3                        |
| Parteilos                   | Pat Lally                   | 856                         | 5,6                         | −5,2                        |
| Socialist                   | Ronnie Stevenson            | 819                         | 5,3                         | −7,3                        |
| Scottish Green              | Chloe Stewart               | 548                         | 3,6                         | +3,6                        |
| Parteilos                   | Christopher Creighton       | 59                          | 0,4                         | +0,4                        |
| UKIP                        | Bryan McCormack             | 54                          | 0,4                         | +0,4                        |
| Wahlbeteiligung: 31,97 %    |                             |                             |                             |                             |

### Parlamentswahl 2007
| Ergebnisse der Parlamentswahl 2007 | Ergebnisse der Parlamentswahl 2007 | Ergebnisse der Parlamentswahl 2007 | Ergebnisse der Parlamentswahl 2007 | Ergebnisse der Parlamentswahl 2007 |
| Partei                             | Kandidat                           | Stimmen                            | %                                  | ±                                  |
| ---------------------------------- | ---------------------------------- | ---------------------------------- | ---------------------------------- | ---------------------------------- |
| Labour                             | Charles Gordon                     | 8476                               | 39,1                               | +1,2                               |
| SNP                                | James Dornan                       | 6287                               | 29,0                               | +6,9                               |
| Parteilos                          | David Smith                        | 2911                               | 13,4                               | +13,4                              |
| Conservative                       | Davena Rankin                      | 2324                               | 10,7                               | −4,3                               |
| Liberal Democrats                  | Shabnum Mustapha                   | 1659                               | 7,7                                | −2,4                               |
| Wahlbeteiligung: 21.657 (45,29 %)  |                                    |                                    |                                    |                                    |

### Parlamentswahl 2011
| Ergebnisse der Parlamentswahl 2011 | Ergebnisse der Parlamentswahl 2011 | Ergebnisse der Parlamentswahl 2011 | Ergebnisse der Parlamentswahl 2011 | Ergebnisse der Parlamentswahl 2011 |
| Partei                             | Kandidat                           | Stimmen                            | %                                  | ±                                  |
| ---------------------------------- | ---------------------------------- | ---------------------------------- | ---------------------------------- | ---------------------------------- |
| SNP                                | James Dornan                       | 11.918                             | 45,0                               | +16,0                              |
| Labour                             | Charles Gordon                     | 10.326                             | 39,4                               | +0,3                               |
| Conservative                       | Richard Sullivan                   | 2410                               | 9,2                                | −1,5                               |
| Liberal Democrats                  | Eileen Baxendale                   | 1118                               | 4,3                                | −3,4                               |
| Parteilos                          | John McKee                         | 450                                | 1,7                                | +1,7                               |
| Wahlbeteiligung: 26.222 (44,80 %)  |                                    |                                    |                                    |                                    |

### Parlamentswahl 2016
| Ergebnisse der Parlamentswahl 2016 | Ergebnisse der Parlamentswahl 2016 | Ergebnisse der Parlamentswahl 2016 | Ergebnisse der Parlamentswahl 2016 | Ergebnisse der Parlamentswahl 2016 |
| Partei                             | Kandidat                           | Stimmen                            | %                                  | ±                                  |
| ---------------------------------- | ---------------------------------- | ---------------------------------- | ---------------------------------- | ---------------------------------- |
| SNP                                | James Dornan                       | 16.200                             | 52,9                               | +7,4                               |
| Labour                             | Soriya Siddique                    | 6.810                              | 22,2                               | −17,2                              |
| Conservative                       | Kyle Thornton                      | 4.514                              | 14,7                               | +5,5                               |
| Liberal Democrats                  | Margot Clark                       | 1.703                              | 5,6                                | +1,3                               |
| TUSC                               | Brian Smith                        | 909                                | 3,0                                | +3,0                               |
| Parteilos                          | Chris Creighton                    | 501                                | 1,6                                | +1,6                               |
| Wahlbeteiligung: 30.637 (50,3 %)   |                                    |                                    |                                    |                                    |

### Parlamentswahl 2021
| Ergebnisse der Parlamentswahl 2021 | Ergebnisse der Parlamentswahl 2021 | Ergebnisse der Parlamentswahl 2021 | Ergebnisse der Parlamentswahl 2021 | Ergebnisse der Parlamentswahl 2021 |
| Partei                             | Kandidat                           | Stimmen                            | %                                  | ±                                  |
| ---------------------------------- | ---------------------------------- | ---------------------------------- | ---------------------------------- | ---------------------------------- |
| SNP                                | James Dornan                       | 21.728                             | 57,0                               | +4,1                               |
| Labour                             | Frank McNally                      | 11.332                             | 29,7                               | +7,5                               |
| Conservative                       | Euan Blockley                      | 4.041                              | 10,6                               | −4,1                               |
| Liberal Democrats                  | Dawn Allan                         | 1.051                              | 2,8                                | −2,8                               |
| Wahlbeteiligung: 62 %              |                                    |                                    |                                    |                                    |